# Université des beaux-arts Mimar-Sinan
L’université des beaux-arts Mimar-Sinan (en turc, Mimar Sinan Güzel Sanatlar Üniversitesi) est une université d'État turque, consacrée aux beaux-arts. Elle est située dans le quartier de Fındıklı à Istanbul, Turquie.

## Histoire

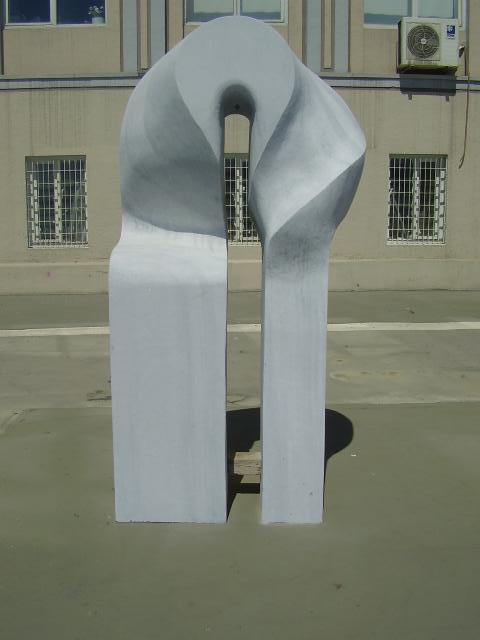
Art en Marbre

Fondée le 1er janvier 1882 comme « École des beaux-arts » (Mekteb-i Sanayi-i Nefise-i Şâhâne ou simplement Sanayi-i Nefise Mektebi) par le célèbre peintre turc Osman Hamdi Bey, également historien de l'art, archéologue et conservateur de musée. Première de ce type en Turquie, elle forma tout d'abord 20 étudiants avec 8 professeurs le 2 mars 1883.
Son nom évoque Mimar Koca Sinan (1489-1588), architecte de Soliman le Magnifique, Sélim II et Mourad III, auteur de la mosquée Süleymaniye à Istanbul et de la mosquée Selimiye à Edirne.
En 1914, l'école devient coéducatif. 
L'école a été convertie en 1928 en une académie, la première académie en Turquie, et son nom a été changé pour « Académie des beaux-arts » (Güzel Sanatlar Akademisi). 
En 1969, elle a été renommée en  « Académie des beaux-arts d'Istanbul » (Istanbul Devlet Güzel Sanatlar Akademisi). 
Le 20 juillet, 1982, son statut a été changé, et l'académie devint une université nommée Université Mimar Sinan (Mimar Sinan Üniversitesi) d'après le grand architecte ottoman. 
Enfin, en décembre 2003, l'administration de l'université a changé son nom en Université des beaux-arts Mimar-Sinan.
Depuis 1959, la durée de la scolarité à l'université est de 4 ans.

## Unités académiques

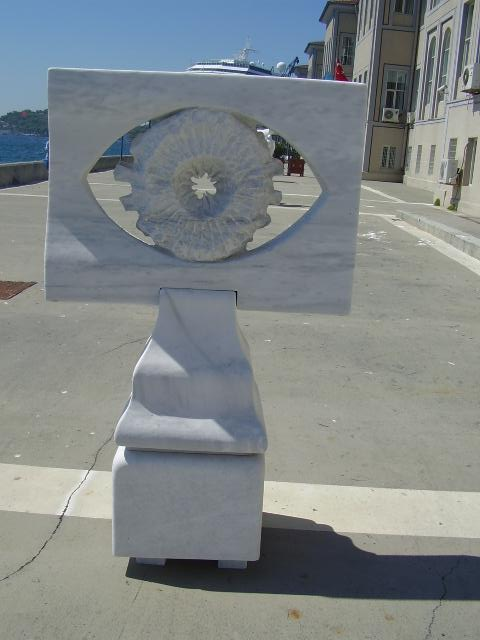
Œil en marbre

- Faculté des sciences et de la littérature (archéologie, pédagogie, physique, statistiques, mathématiques, histoire de l'art, sociologie, histoire, philologie turque et littérature)

- Faculté des Beaux-Arts (photographie, artisanat turc, graphisme, sculpture, peinture, stade de la conception et costumes de scène, céramique d'art et art du verre, cinéma et télévision, design textile et design de mode, reliure, carrelage de restauration, calligraphie, tapis et design textile)

- Faculté d'architecture (design industriel, décoration intérieure, architecture, urbanisme et aménagement du territoire)

- Conservatoire d'État (musique, musicologie, arts du spectacle)
- École professionnelle spécialisée (design textile, restauration architecturale)
- Institut des sciences
- Institut des sciences sociales
- École d'informatique

## Institutions associées
- Palais de Nusretiye
- Musée de peintures et de sculpture
- Centre culturel Tophane-i Amire

## Professeurs célèbres
- Filiz Ali, pianiste et musicologue
- Rudolf Belling, sculpteur allemand
- İbrahim Çallı (1882-1960) peintre
- Adnan Coker, peintre
- Bedri Rahmi Eyüboğlu, peintre et poète
- Nazmi Ziya Güran, peintre
- Léopold-Lévy, graveur, peintre français (1882-1966); chef de la section de peinture à l’Académie des beaux-arts d'Istanbul de 1936 à 1949  source : Autour de l’art juif : encyclopédie des peintres, photographes et sculpteurs par Adrian M. Darmon
- Bruno Taut, architecte allemand
- Alexandre Vallaury, architecte français
- Robert Vorhoelzer, architecte et urbaniste allemand
- Joseph Warnia-Zarzecki, peintre, professeur de dessin de 1883 à 1915

## Élèves célèbres
- Okan Bayülgen, acteur et animateur de télévision
- Adnan Coker, peintre
- Nevin Çokay, peintre
- Neşet Günal, peintre
- Yonca Evcimik, chanteur pop
- Nejat İşler, acteur
- Nazmi Ziya Güran, peintre
- Ersin Karabulut, auteur de bande dessinée
- Nazlı Deniz Kuruoğlu, danseuse de ballet et Miss Turquie en 1982
- Nuri Bilge Ceylan, réalisateur de cinéma
- Kutluğ Ataman, producteur de cinéma
- Tuba Büyüküstün, actrice
- RemziRaşa dit Remzi, peintre
- Maximilian Rubens, architecte
- Hande Erçel, actrice, mannequin